# یانیک‌چام (بایبورد)
یانیک‌چام {{ترکی|Yanıkçam) (به ارمنی: Մազկակրակ) (به کردی: Mişekrek)  یک منطقهٔ مسکونی در ترکیه است که در بایبورد واقع شده‌است. یانیک‌چام ۱۴۳ نفر جمعیت دارد.